# Viljo Kojo

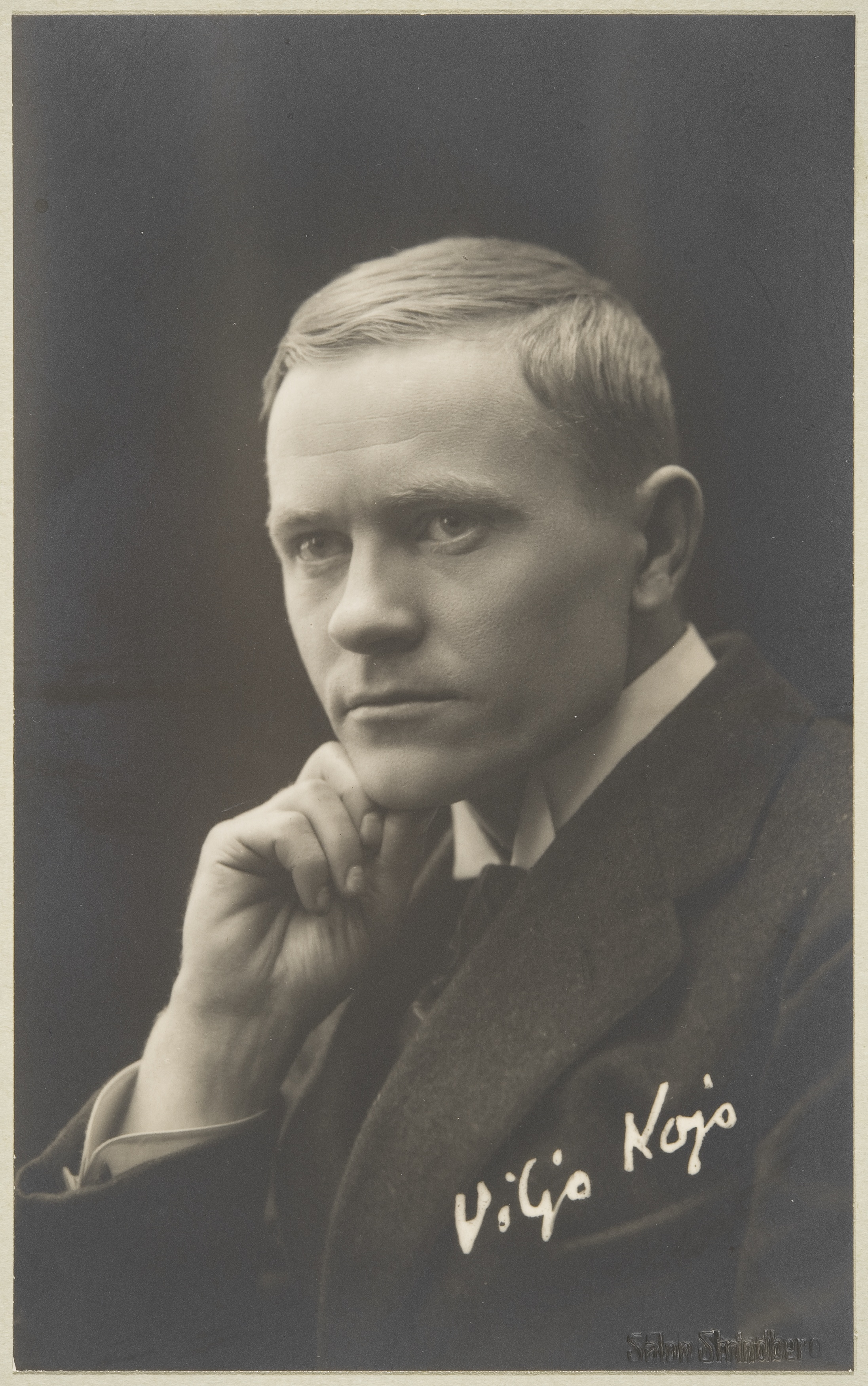
Viljo Kojo i början av 1920-talet.

Viljo Johannes Kojo, född 13 december 1891 i Kaukola, död 21 april 1966 i Helsingfors, var en finländsk författare, tecknare och målare.
Kojo studerade 1911–1912 vid Centralskolan för konstflit i Helsingfors och 1912–1914 vid Finska Konstföreningens ritskola samt ställde ut första gången 1914. Han tillhörde som bildkonstnär den expressionistiska Novembergruppen, i vars anda han målade bland annat mörkstämda landskap i olja och akvarell. Han verkade 1925–1940 som journalist och var senare fri författare; lärare vid Centralskolan för konstflit 1919–1921.
Kojo debuterade 1914 som lyriker men skrev senare även prosa; högst nådde han måhända som novellist (noveller i urval utkomna 1929 och 1947). Han var framför allt en skildrare av sin karelska hembygd, men även hans berättelser från barnens värld bör noteras. Bland Kojos arbeten märks bohemromanen Suruttomain seurakunta (1921), Talo kalliolla (1937), en psykologiskt djuplodande landsbygdsskildring, som översatts både till franska och holländska, och memoarverket Taiteen tie on pitkä (1960).
Han tilldelades Pro Finlandia-medaljen 1948.
Han är begravd på Sandudds begravningsplats i Helsingfors.